# 鄧肯訴路易斯安那州案
邓肯诉路易斯安那州案，Duncan v. Louisiana，391 U.S (1968)是美國憲法、美國刑事訴訟法的案例，法院明確承認對於增修條文14條「正當法律程序」採取「合併原則」，尤其是「選擇性合併原則」。此外，法院認為「陪審團審判」的權利，亦合併於「正當法律程序」條款。

## 事實
邓肯被以「輕微傷害罪」(simple battery) 起訴，依照路易斯安那州法規定，最高可以判處兩年徒刑和300美元的罰金。審判時，被告要求「陪審團審判」，但是依照該州規定，此罪屬於輕罪（misdemeanor），無須由陪審團審判，被告被判處60天的徒刑和150美元的罰金。被告提出上訴，認為自己「陪審團審判」的權利受到侵害。

## 爭點
是否增修條文5、6條針對「聯邦刑事訴訟程序」的規定，屬於增修條文14條「正當法律程序」條款中所包含的權利？
被告所涉及的法律，是否能夠獲得「陪審團審判」的權利？

## 先例
《美國憲法第五修正案》：「非經大陪審團提起公訴，人民不受死罪或其他不名譽罪之審判..」《；第六修正案》：「在一切刑事訴訟中，被告應享受下列之權利：發生罪案之州或區域之公正陪審團予以迅速之公開審判..」；《十四修正案1項》：「無論何州..不得未經正當法律程式剝奪任何人的生命、自由或財產..」
Twining v. New Jersey (1908)
權利法案的內容，對於州皆不適用。第五修正案「不自證己罪」條款 (right against self-incrimination ) 對於州不具有拘束力。
Powell v. Alabama (1932)
決定一項權利是否包含於十四修正案，必須判斷該權利是否「作為吾人一切公民暨政治制度基石的自由與正義基本原則」。而「受律師協助權」對被告來說是一項「基本權」，在沒有提供有效律師辯護的情況下被定罪和判刑，違背了「正當法律程序」條款的要求。
Malloy v.Hogan (1964)
《第五修正案》「不自証己罪」之條款，屬於《十四修正案》「正當法律程序」的一部份，「非自願供詞」於州法院審判亦無效。

## 理由
由於「正當法律程序」條款的用語過於抽象，法院逐漸納入「權利法案」的內容做為指導。權利法案前八條的許多條款，已被認為能依據正當法律程序條款，適用至州。目前法院承認的有：1條「言論、媒體與宗教自由」、4條「搜索與扣押」、5條「私產收為公用」、「不自證己罪」、6條「受律師協助」、「迅速公開審判」、「對質」、「證人」的權利。
「陪審團審判」的權利，於美國社會中是基本權 (fundamental)。我們認為「陪審團審判」的權利，應適用於州的所有刑事案件，就如同於聯邦法院一樣。
一項犯罪否嚴重，應當以「最高刑期」來計算。監禁兩年的案件是重罪，所以被告應有陪審團審判的權利。

## 結論
未實現上訴人所要求「陪審團審判」的權利，違背「正當法律程序」條款的要求。

## 協同意見書
依據我的立法經驗，更重要的是於國會中，提出增修條文14條的人「說過什麼」，(what was said) 而非「沒說過什麼」。 (what was not said)
對於正當法律程序條款，並未提出清楚而明確的憲法命令，而是留給「法官」決定的說法，我們無法相信，這樣不受限制的權力，在我們的憲法中留給法官。
設若採取「基本公正原則」，將會使得正當法律程序條款的內容，取決於部分法官的倫理以及道德觀念，而不受憲法明文的限制。於過去的歷史中，並未表示正當法律程序條款的憲法上控制，並須依靠法官的價值觀。
權利法案不僅是為了保護人民不受聯邦侵害，亦是為了避免州採取「崇高的社會與經濟的嘗試」。（novel social and economic experiments）採取「選擇性合併原則」（Selective Incorporation Doctrine），既可防止法官依個人喜好決定，亦可使絕大多數的權利法案的內容，適用於州。

## 不同意見書
權利法案被許多人認為，是為了約制強力的「中央政府」，濫用權力的可能性。制憲者 (founders) 並不認為權利法案是基本權，可以直接對抗州。「南北戰爭」劇烈的轉變了聯邦與州之間的關係，之後通過的增修條文14條，用了許多概括且一般的詞彙，既未採取合併原則，亦未針對權利法案前8條提供保障。
法院採取的「選擇性合併原則」欠缺邏輯上的一致。法院並未回答，否認「陪審團審判」的權利，究竟會產生何種不公正。